# NGC 523
NGC 523 sau NGC 537 este o galaxie spirală situată în constelația Andromeda.A fost descoperită în 13 septembrie 1784 de către William Herschel. De asemenea, a fost observată încă o dată în 23 august 1862 de către Heinrich Louis d'Arrest.